# One Louder
One Louder är ett studioalbum av Venerea, utgivet på Bad Taste Records 2005.

## Låtlista
1. "Calling Card"
2. "Guantanamo"
3. "All Washed Up"
4. "St. Christopher"
5. "Throwing Bricks"
6. "Implosive"
7. "Homefires"
8. "Rearview"
9. "Libertine"
10. "Small Town Romance"
11. "Sound of Müzak"
12. "Staying Underground"
13. "Ten Years"
14. "This Time Around"

## Mottagande
Musiklandet gav skivan betyget 3/5.

### Fotnoter
1. ↑  ”One Louder”. Bad Taste Records. Arkiverad från originalet den 25 augusti 2010. https://web.archive.org/web/20100825170830/https://www.badtasterecords.se/records.asp?id=253. Läst 11 januari 2012.
2. ↑  ”One Louder”. Kritiker.se. http://kritiker.se/skivor/recension/?skiva=Venerea__-__One_Louder. Läst 11 januari 2012.